# Ulica Stanisława Mikołajczyka w Krakowie
Ulica Stanisława Mikołajczyka – ulica w Krakowie, położona w większości w  dzielnicy XVI Bieńczyce, a w niewielkim odcinku w dzielnicy XV Mistrzejowice.

## Przebieg
Ulica rozpoczyna swój bieg na Rondzie Piastowskim. Na początkowym odcinku, kilkadziesiąt metrów za rondem w kierunku południowo-wschodnim, arteria przebiega na wiadukcie pod którym znajduje się ulica gen. Okulickiego. Następnie, wśród przecznic prawostronnych ulicy znajdują się ulice Samorządowa, Dunikowskiego oraz Złoczowska. Ulica Mikołajczyka nie posiada przecznic dochodzących z lewej strony, ze względu na to iż tam znajduje się teren Szpitala Rydygiera. Ulica kończy swój bieg na Rondzie Hipokratesa, gdzie jej przedłużeniem staje się ulica Obrońców Krzyża. 

## Historia
Ulica Mikołajczyka w swoim przebiegu zaczęła się kształtować w pierwszej połowie lat 60. XX wieku, w związku z początkiem budowy okolicznych osiedli (Wysokie i Kalinowe). Obecną formę ulica przybrała jednak w pierwszej połowie lat 70. XX wieku. Wówczas, w 1974 roku w pasie dzielącym ulicy oddano do użytku przedłużone z Bieńczyc torowisko tramwajowe do Mistrzejowic. W roku 2002 nastąpiła przebudowa torowiska tramwajowego, biegnącego w ciągu ulicy. Przez pierwsze lata istnienia wraz z ulicą Obrońców Krzyża nosiła nazwę ulicy Władimira Majakowskiego. Obecna nazwa została ulicy nadana w 1990 roku.

## Infrastruktura
Ulica Mikołajczyka jest czteropasmową drogą z torowiskiem tramwajowym. Na ulicy znajduje się jeden przystanek MPK Kraków – „Dunikowskiego”. W otoczeniu owej drogi znajduje się m.in. Szpital Rydygiera, pawilony handlowo-usługowe wypełniające w znacznej części południową pierzeję ulicy oraz osiedla mieszkaniowe.